# (19711) Johnaligawesa
(19711) Johnaligawesa est un astéroïde de la ceinture principale.

## Description
(19711) Johnaligawesa est un astéroïde de la ceinture principale. Il fut découvert le 1er octobre 1999 aux monts Santa Catalina par CSS. Il présente une orbite caractérisée par un demi-grand axe de 2,35 UA, une excentricité de 0,24 et une inclinaison de 21,1° par rapport à l'écliptique.